# Риддерзаал
Риддерзаал (нидерл. Ridderzaal) или Рыцарский зал — средневековое здание в составе резиденции Бинненхоф в Гааге. Используется для торжественных речей монарха по случаю открытия сессий Генеральных штатов, а также для официальных королевских приёмов и межпарламентских конференций.

## История
В XIII веке Флорис IV купил небольшой участок земли рядом с озером, а его внук Флорис V по проекту архитектора Герарда ван Лейдена построил Риддерзаал (или Рыцарский Зал). Начиная с XVII века Риддерзаал служил для различных целей — здесь находилась больница, место для торговли книгами, офис государственных лотерей и т. п. В конце XVI века Мориц Оранский сделал Ридерзаал резиденцией штатгальтеров Нидерландов. В 1898—1904 годах проведена реконструкция внутреннего и внешнего облика замка, а само помещение начало использоваться для государственных задач.

## Архитектура
Риддерзаал представляет собой здание в готическом стиле с треугольным фасадом и двумя башнями по краям. Над входом находится большое круглое окно («роза»), украшенное гербами правивших в Нидерландах династий.
Центральный элемент внутреннего убранства замка, благодаря которому он и получил своё название, это большой Готический зал (40х20 м) с великолепными витражами. Конструкция потолочных балок напоминает корпус перевернутого судна, а деревянные головы символизируют наблюдателей от высшей власти, которые должны удерживать членов парламента от лжи.